# Bunny Wailer
Neville O'Riley Livingston, mais conhecido como Bunny Wailer ou mesmo Bunny Livingston (Kingston, 10 de abril de 1947 – Kingston, 2 de março de 2021), foi um cantor, compositor e percussionista de reggae. Foi um integrante da formação original do grupo de reggae The Wailers, juntamente com Bob Marley e Peter Tosh.
Bunny viajou em turnê com os Wailers pela Inglaterra e Estados Unidos, mas logo tornou-se relutante em deixar novamente a Jamaica. Ele e Tosh foram marginalizados no grupo quando os Wailers começaram a fazer sucesso internacional, com todas as atenções focadas em Marley. Wailer e Tosh subsquentemente deixaram a banda para seguirem carreira solo. Eles foram substituídos pelas "I Thress", uma estratégia com vistas a ampliar o sucesso dos Wailers no mercado não-jamaicano.
Depois de deixar o grupo, Bunny fixou-se mais em seus princípios espirituais. Assim como os outros Wailers, ele era um rasta declarado. Produziu alguns dos seus álbuns, além de compor e regravar a maioria do material do catálogo dos Wailers. Ele obteve sucesso gravando músicas apolíticas, mais pop e dançantes. Bunny sobreviveu aos seus contemporâneos quando a morte violenta era um lugar comum.
Wailer ganhou três Grammys de "Melhor Álbum de Reggae" de 1990, 1994 e 1996 pelo seu desempenho em Time Will Tell: A Tribute to Bob Marley, Crucial! Roots Classics e Hall of Fame: A Tribute to Bob Marley's 50th Anniversary respectivamente.
Morreu em 2 de março de 2021, aos 73 anos de idade, no Medical Associates Hospital em Kingston.

## Discografia solo
- Blackheart Man
- Dubd'sco
- Hall of Fame: A Tribute to Bob Marley's 50th Anniversary
- Sings the Wailers
- Communication
- Crucial! Roots Classics
- Retrospective
- Dance Massive
- Roots Radics Rockers Reggae
- Time Will Tell: A Tribute to Bob Marley
- Rule Dance Hall
- Just be Nice
- Liberation
- Gumption
- Protest
- Marketplace